# Чемпионат СССР по классической борьбе 1958
27-й чемпионат СССР по классической борьбе 1958 года проходил в Львове с 23 по 26 ноября. В соревнованиях участвовало 275 борца от 23 команд 15 союзных республик и городов Москвы и Ленинграда.

## Медалисты
| Весовая категория | Золото                                       | Серебро                                           | Бронза                                   |
| ----------------- | -------------------------------------------- | ------------------------------------------------- | ---------------------------------------- |
| Наилегчайший вес  | Армаис Саядов «Динамо» (Баку)                | Николай Соловьёв «Трудовые резервы» (Ленинград)   | Сергей Рыбалко «Буревестник» (Львов)     |
| Легчайший вес     | Олег Караваев «Буревестник» (Минск)          | Евгений Свиридов «Авангард» (Запорожье)           | Казбек Карамулин «Спартак» (Алма-Ата)    |
| Полулёгкий вес    | Владимир Сташкевич «Динамо» (Ростов-на-Дону) | Мираб Гудушаури «Буревестник» (Тбилиси)           | Евгений Зубковский «Динамо» (Луганск)    |
| Лёгкий вес        | Виктор Васин «Динамо» (Киев)                 | Иван Коршунов «Красное Знамя» (Минск)             | Автандил Коридзе «Буревестник» (Тбилиси) |
| Полусредний вес   | Григорий Гамарник «Динамо» (Киев)            | Юрий Зеленин «Динамо» (Ташкент)                   | Т. Мхитарян «Буревестник» (Ереван)       |
| Средний вес       | Василий Зенин «Труд» (Волгоград)             | Н. Соломахин Вооружённые Силы (Житомир)           | А. Шапиро Вооружённые Силы (Львов)       |
| Полутяжёлый вес   | Аркадий Ткачёв «Водник» (Астрахань)          | Николай Пархоменко «Спартак» (Московская область) | Ростом Абашидзе «Буревестник» (Тбилиси)  |
| Тяжёлый вес       | Иван Богдан Вооружённые Силы (Киев)          | Валентин Николаев «Динамо» (Ростов-на-Дону)       | Михаил Гавриш Вооружённые Силы (Минск)   |